# Catz
Pour le jeu vidéo, voir Catz: Your Computer Petz.
Catz (prononcé [kɑː]) est une ancienne commune française, située dans le département de la Manche en région Normandie, peuplée de 106 habitants. Depuis le 1er janvier 2019, elle est une commune déléguée de Carentan-les-Marais.

## Géographie
| Brévands, Saint-Hilaire-Petitville | Brévands       | Brévands, Les Veys       |
| Saint-Hilaire-Petitville           | Catz           | Les Veys                 |
| Saint-Pellerin                     | Saint-Pellerin | Les Veys, Saint-Pellerin |

## Toponymie
Le nom de la localité est attesté sous les formes Caz en 1159, Cats en 1759, Catz en 1793 et Cats en 1801.
René Lepelley envisage sans aucune certitude le gaulois cato, « combat » avec un suffixe en -s.
Le gentilé est Catais.

## Histoire

### Moyen Âge
Au XIIe siècle, Étienne de Magneville, fils de Roger, donne l'église de Catz à l'abbaye de Montebourg.

### Temps modernes
La première école, fut financée par Hervé Blondel (fl.  au XVIIe siècle) et Jacques Lemasson, curé de Catz et Saint-Pellerin, qui léguèrent le presbytère. L'école a fermé en 1968.

### Époque contemporaine
Réunie en 1837 à Saint-Pellerin, la commune reprend son indépendance en 1841.
Le 1er janvier 2019, la commune fusionne et intègre Carentan-les-Marais avec les autres communes de Brucheville, Montmartin-en-Graignes, Saint-Hilaire-Petitville et Vierville.

## Politique et administration
| Période                                  | Période       | Identité        | Étiquette | Qualité     |
| ---------------------------------------- | ------------- | --------------- | --------- | ----------- |
| 1995                                     | décembre 2018 | Pierre Violette | SE        | Agriculteur |
| Les données manquantes sont à compléter. |               |                 |           |             |

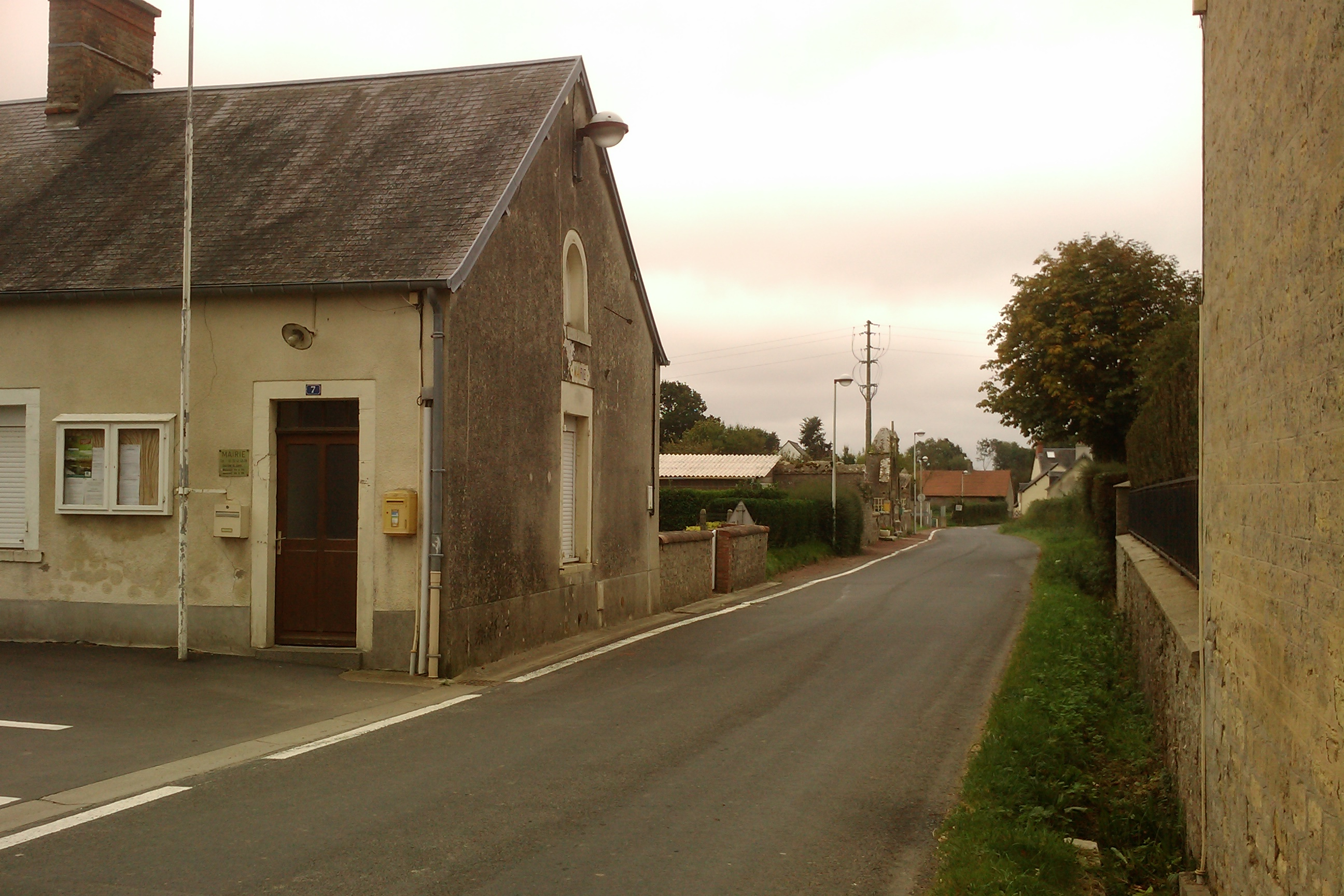
La mairie.

Le conseil municipal était composé de onze membres dont le maire et deux adjoints.

## Démographie
En 2022, la commune comptait 106 habitants. Depuis 2004, les enquêtes de recensement dans les communes de moins de 10 000 habitants ont lieu tous les cinq ans (en 2008, 2013, 2018, etc. pour Catz) et les chiffres de population municipale légale des autres années sont des estimations. 
Catz a compté jusqu'à 251 habitants en 1821.
| 1793 | 1800 | 1806 | 1821 | 1831 | 1836 | 1841 | 1846 | 1851 |
| ---- | ---- | ---- | ---- | ---- | ---- | ---- | ---- | ---- |
| 132  | 139  | 208  | 251  | 202  | 221  | 187  | 190  | 179  |

| 1856 | 1861 | 1866 | 1872 | 1876 | 1881 | 1886 | 1891 | 1896 |
| ---- | ---- | ---- | ---- | ---- | ---- | ---- | ---- | ---- |
| 178  | 162  | 171  | 156  | 170  | 171  | 157  | 169  | 148  |

| 1901 | 1906 | 1911 | 1921 | 1926 | 1931 | 1936 | 1946 | 1954 |
| ---- | ---- | ---- | ---- | ---- | ---- | ---- | ---- | ---- |
| 121  | 127  | 112  | 107  | 130  | 124  | 120  | 139  | 145  |

| 1962 | 1968 | 1975 | 1982 | 1990 | 1999 | 2008 | 2013 | 2018 |
| ---- | ---- | ---- | ---- | ---- | ---- | ---- | ---- | ---- |
| 102  | 104  | 105  | 112  | 97   | 109  | 121  | 135  | 111  |

| 2019 | - | - | - | - | - | - | - | - |
| ---- | - | - | - | - | - | - | - | - |
| 109  | - | - | - | - | - | - | - | - |

## Économie
La commune se situe dans la zone géographique des appellations d'origine protégée (AOP) Beurre d'Isigny et Crème d'Isigny.

## Culture locale et patrimoine

### Lieux et monuments

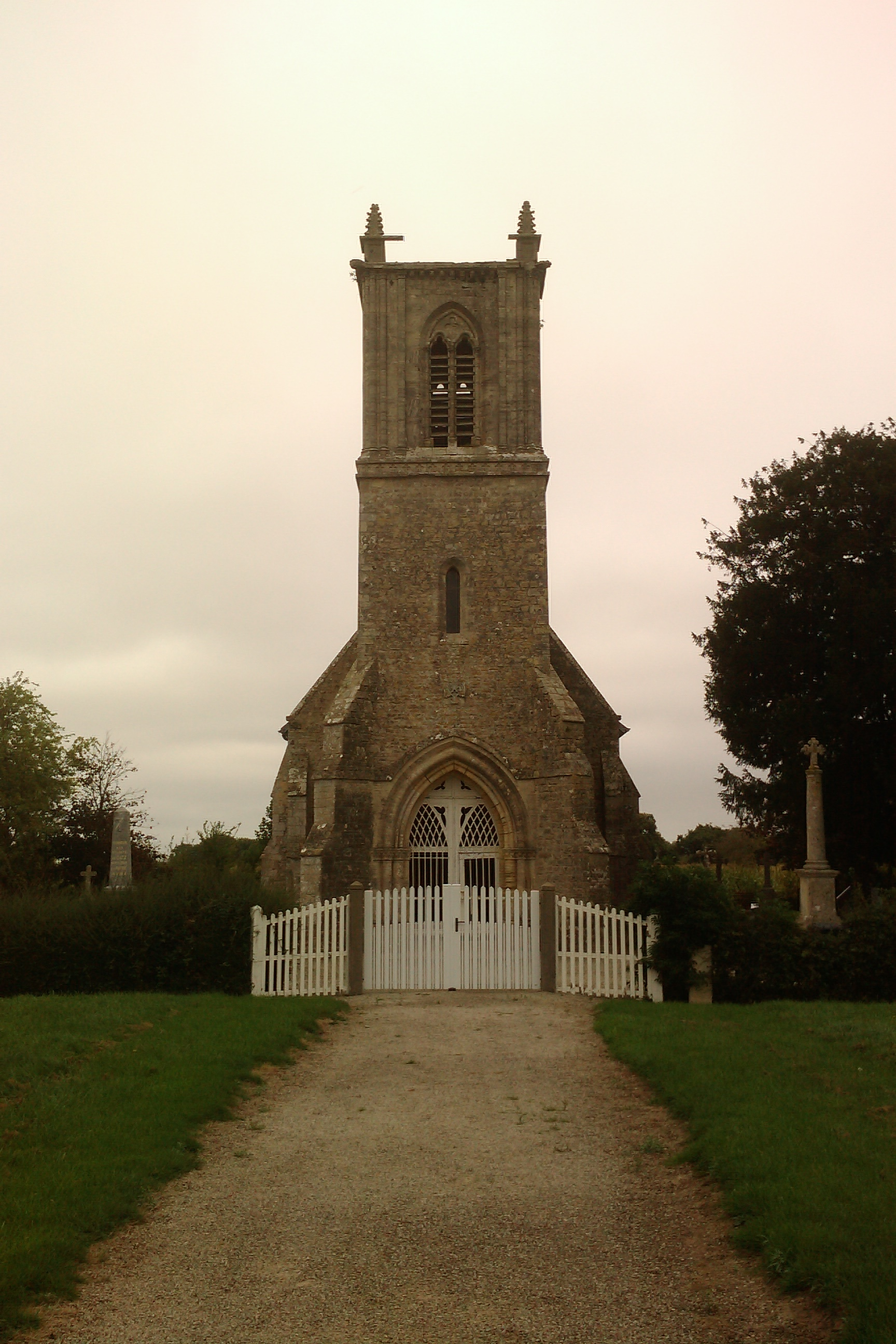
L'église Saint-Grégoire.

- Église Saint-Grégoire-le-Grand des XVIIe – XIXe siècles avec une tour carrée en façade sans flèche. Elle abrite un maitre-autel et tabernacle du XVIIIe, deux tableaux représentant l'Annonciation et saint Ortaire du XVIIIe, une poutre de gloire (christ en croix) du XVIIIe, des fonts baptismaux du XVIIe et les statues de saint Ortaire, saint Grégoire et saint Gilles du XVIIe[7], œuvres classées au titre objet aux monuments historiques[14].
- Croix du bourg des XVe – XVIe siècles.
- If funéraire dans le cimetière.
- Ancien presbytère et sa porterie.
- Haras du Petit Banville.
- Monument érigé le 6 juin 1989, sur la route de Saint-Pellerin, en mémoire des aviateurs du 501st Fighter Group et des troupes du génie du 826th Air Engin Battalion. Les premiers étaient basés sur l'aérodrome militaire de campagne des Veys, les seconds l'avaient construits[15].
- Manoir de Banville de la fin du XVIe siècle)[16]. En 1621, il était la possession d'Hervé Blondel, sieur de Ravenoville.

### Personnalités liées à la commune
- Léon Garreta (1887-1914) : né à Mantes[17], il est un entomologiste réputé lorsqu'il épouse en 1912 Suzanne Barbé dont les parents possèdent le château de Banville et exploitent la ferme en dépendant. Il reprend l'exploitation, produit et commercialise son lait et son beurre. Il devient également maire de la commune en 1913. Officier de réserve, il est mobilisé le 2 août 1914 comme sous-lieutenant au 225e régiment d'infanterie de Cherbourg. Il est tué à Mogimont dans les Ardennes belges (actuellement commune de Bouillon, province de Luxembourg) le 23 août 1914, lors de la bataille des Frontières. Il repose dans le cimetière de Catz. Il est décoré de la Légion d'honneur et de la croix de guerre à titre posthume.